# 内貴甚三郎
内貴 甚三郎（ないき じんざぶろう、1848年11月16日〈嘉永元年10月21日〉 - 1926年〈大正15年〉7月9日）は、日本の政治家、実業家。京都織物、京都商工銀行の取締役を歴任する。衆議院議員（1期、大同倶楽部）、初代官選京都市長、京都商業会議所会頭。

## 略歴
1848年（嘉永1年）10月、京都の呉服問屋『銭清』に生まれる。京都市会議員を経て、1888年（明治21年）に初代官選京都市長に就任する。1904年（明治37年）に第9回衆議院議員総選挙に出馬し、当選する。
また、京都商業会議所の設立発起人に名をつらね、のち会頭となり、京都織物会社委員長、京都株式取引所肝煎、商工貯金銀行頭取、京都商工銀行・京都陶器会社の各取締役などを務め、京都財界四元老（浜岡光哲、田中源太郎、大澤善助）と称されたほか、京都法政学校の設立賛助員などを務めた。

## 著書
- 『京華要誌』内貴甚三郎、1895年6月。 NCID BA45706242。全国書誌番号:42030712。
- 『京都市上下水道工事市区域拡張道路改良取調書』内貴甚三郎、1900年1月。 NCID BB01906831。
  - 『京都市上下水道工事、市区域拡張、道路改良取調書』近現代資料刊行会〈近代都市環境研究資料叢書 3 京都編 31〉、2011年12月。ISBN 9784863641549。 NCID BB08040473。全国書誌番号:22072376。
- 『菅公談』内貴甚三郎、1900年10月。 NCID BB11358845。

## 登場する作品
- 『西郷どん』- 演：磯田道史、2018年（平成30年）